# 차량 화재

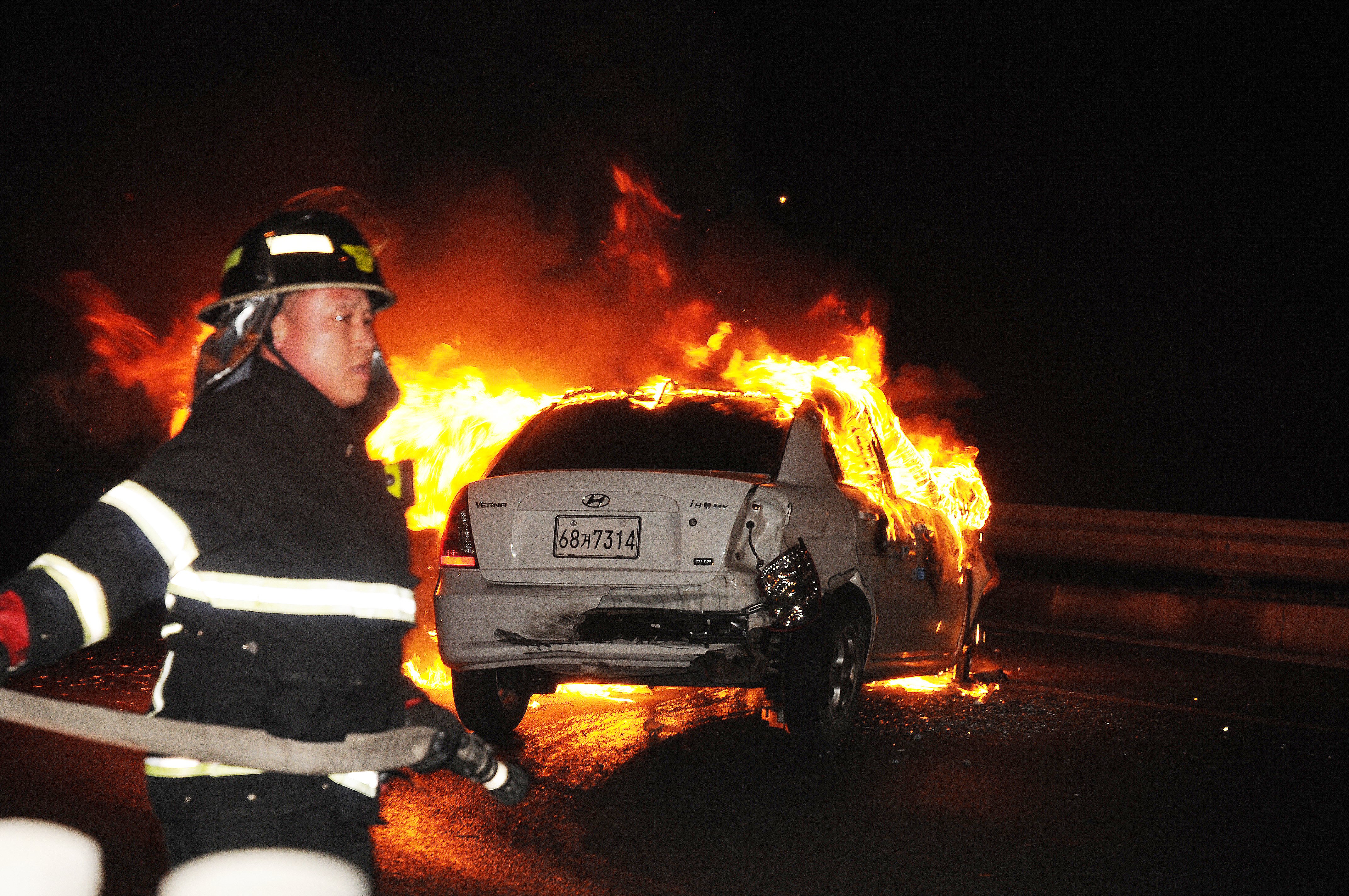
2000년대 초 서울에서 일어난 차량 화재

차량 화재(車輛火災)는 차량에서 발생한 화재이다. 내연기관으로 움직이는 차량들은 운행중에 언제나 엔진에서 불꽃이 일어나고 불에 잘 타는 연료를 싣고 다니기 때문에 화재가 일어날 위험이 높다.

## 원인
전체 차량 화재 가운데 가장 높은 건수를 차지하는 것은 방화이다. 그러나 방화와 같은 고의에 의한 화재를 제외하면 전기 배선의 누전에 의한 화재가 가장 많다. 그 뒤로 엔진 과열과 같은 기계적 원인과 이상 연소와 같은 차량 결함, 배기열에 의한 화재, 담뱃불에 의한 실화와 같은 이유로 차량 화재가 발생하고 있다. 80% 이상의 차량 화재는 주행을 마치고 주차한 지 10분 이내에 발생하는데, 주행 중에는 계속하여 유입되는 공기에 의해 냉각되던 자동차가 주차하면서 급격히 온도가 상승하기 때문이다. 교통 사고에 이어서 화재가 발생하는 경우도 종종 있다. 차량 화재의 원인은 세계적으로 비슷한 양상을 보인다. 미국의 경우도 전기적 문제가 가장 많고, 엔진 과열에 의한 이상 연소와 배기열에 의한 화재가 뒤를 잇는다.
2019년 대한민국에서 발생한 자동차, 철도차량, 선박, 항공기의 화재에서 최초 착화물은 전기배선이 477건으로 가장 많고, 그 뒤로 오일류 433건, 부품 348건, 타이어 200건 등이었다.

## 통계
대한민국 소방방재청의 국가화재정보센터가 집계한 자동차, 철도차량의 화재 건수는 다음과 같다.
| 연도 | 화재 건수 | 사망 (명) | 부상 (명) | 재산피해 (백억원) |
| ---- | --------- | --------- | --------- | ----------------- |
| 2010 | 5,758     | 18        | 109       | 2.38              |
| 2011 | 5,595     | 15        | 101       | 2.35              |
| 2012 | 5,510     | 10        | 126       | 2.80              |
| 2013 | 5,250     | 22        | 108       | 2.60              |
| 2014 | 4,827     | 24        | 105       | 2.46              |
| 2015 | 5,031     | 21        | 129       | 2.70              |
| 2016 | 5,009     | 30        | 113       | 2.65              |
| 2017 | 4,971     | 31        | 137       | 3.37              |
| 2018 | 5,067     | 28        | 132       | 3.25              |
| 2019 | 4,710     | 41        | 139       | 3.29              |

한편, 잉글랜드의 통계에서 방화에 의한 차량 화재는 2016년 10,879 건에서 2017년 11,988 건으로 10%가량 증가하였고, 사고에 의한 차량 화재는 2016년 11,693 건, 2017년 11,555 건이었다.

## 예방

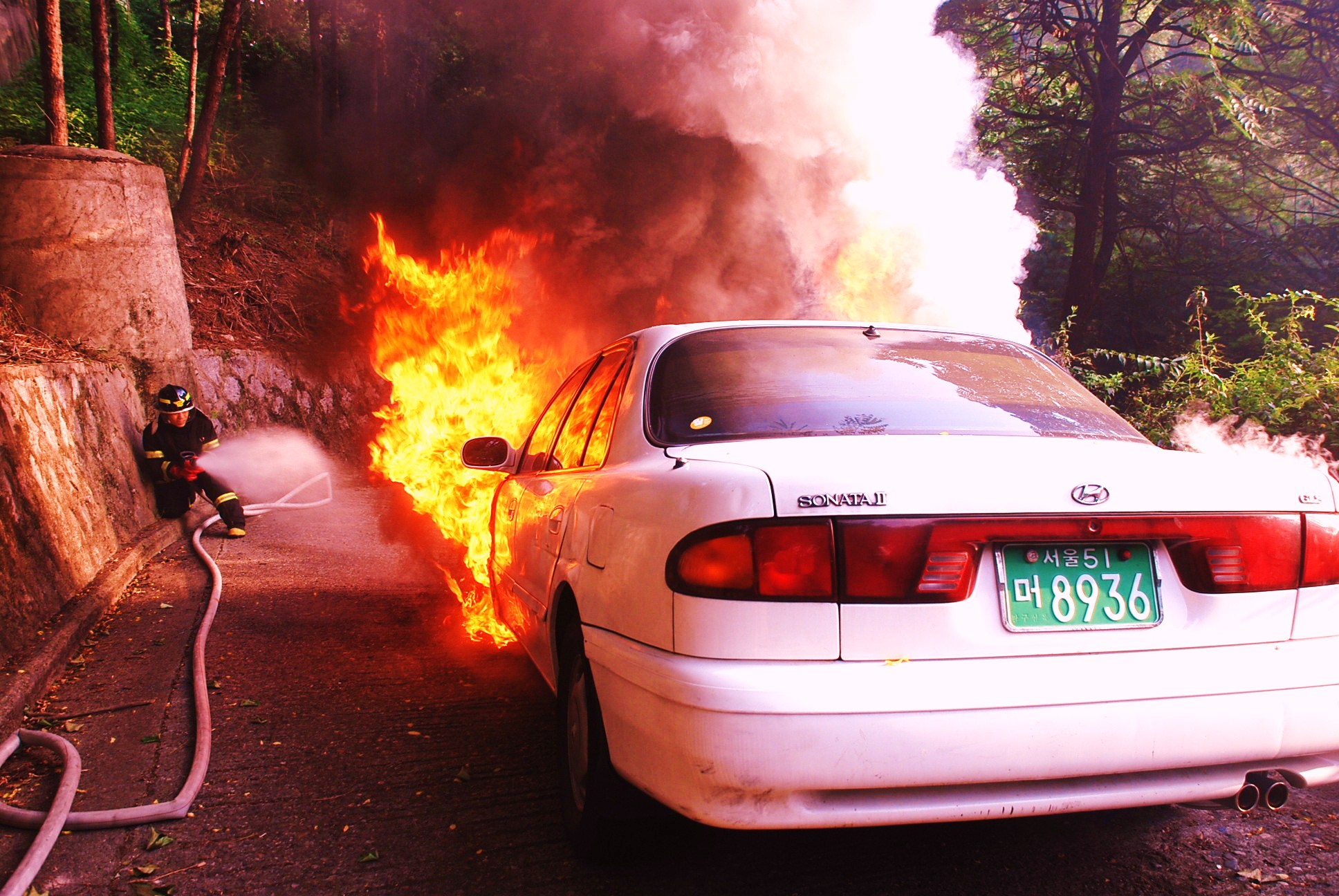
차량 화재를 진압하는 소방관

차량 화재를 예방하기 위해서는 차량을 주기적으로 점검하는 것이 중요하다. 특히 냉각수 잔량과 전기 배선의 불량 여부를 점검하여야 한다. 차량 내에는 불이 나기 쉬운 물질을 보관하지 않아야 하며, 너무 오랫동안 히터나 에어컨을 작동시키는 것도 화재 위험을 키운다. 만일의 사태에 대비하여 차량 안에 소화기를 비치하는 것이 좋다.

## 대처
차량에 불이 나면 갓길에 차를 세우고 에어컨이나 히터를 끈 후 소화기를 이용하여 진화한다. LPG 차량은 폭발을 막기 위해 연료 주입 스위치를 끄고 LPG 밸브도 잠근다. 소화기를 사용할 때에는 바람을 등져야 한다. 그러나 보닛 밖으로 불꽃이 보이거나 소화기로 진화가 되지 않을 경우 멀리 떨어져 대피하고 안전 삼각대를 세운 후 119에 신고한다.

## 사건
차량의 설계 결함으로 인한 화재는 언론의 주목을 받는다. 2018년 BMW의 연쇄적인 차량 화재는 설계 결함으로 밝혀져 10만 대가량이 리콜을 받기도 하였다.

## 같이 보기
- 자동차 사고